# So (kana)

So w hiraganie

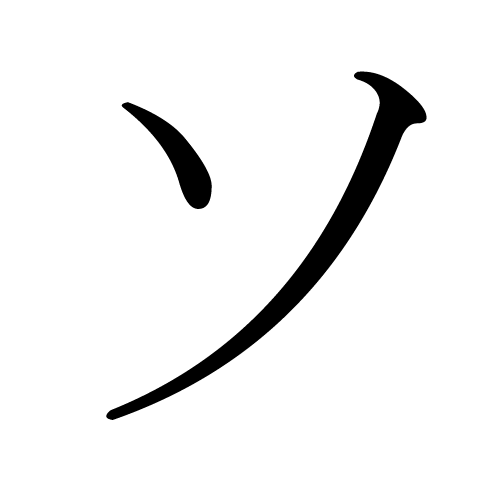
So w katakanie

Zo w hiraganie

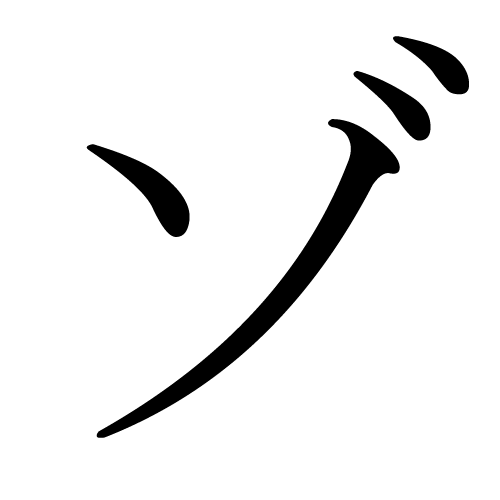
Zo w katakanie

So – piętnasty znak japońskich sylabariuszy hiragana (そ) i katakana (ソ). Reprezentuje on sylabę so. Pochodzi bezpośrednio od znaku kanji 曽 (obydwie wersje). Po dodaniu dakuten w obydwu wersjach znaku (ぞ i ゾ) reprezentuje on sylabę zo.